# Uroš Krunić
Uroš Krunić, hrvaški general, * 9. september 1914, † 1973.

## Življenjepis
Pred vojno je bil študent na zagrebški Teološki fakulteti. Leta 1941 je postal član NOVJ in KPJ. Med vojno je bil sekretar Kotorskega komiteja KPJ za Petrinje, politični komisar 1. brigade NOV Hrvaške in 7. banijske brigade, politični komisar Operativnega štaba za Liko in 7. divizije, namestnik poveljnika 4. korpusa.
Po vojni je bil poveljnik pomorske cone, načelnik štaba korpusa, pomočnik poveljnika področja,... Diplomiral je na VVA JLA.

## Odlikovanja
- red narodnega heroja
- red vojne zastave
- red bratstva in enotnosti